# مصر للغزل والنسيج
شركة مصر للغزل والنسيج هي شركة مساهمة حكومية مصرية، تابعة للشركة القابضة للقطن والغزل والنسيج والملابس إحدى شركات وزارة قطاع الأعمال العام، أُنشئت في مايو 1927 على يد طلعت حرب تحت اسم «شركة مصر حلوان للغزل والنسيج»، تعمل في مجال صناعة النسيج والملابس، يقع مجمع مصانع الشركة في مدينة المحلة الكبرى بمحافظة الغربية على مساحة 600 فدان، يضم مجمع المصانع ثمانية مصانع متخصصة منها «مصنع غزل 1» والذي يُعد أكبر مصنع غزل ونسيج في العالم على مساحة 62 ألف متر مربع وبطاقة إنتاجية حوالي 30 طن غزل يوميًا.

## التاريخ
يعود تاريخ إنشاء شركة مصر للغزل والنسيج إلى سنة 1927 عندما قرر طلعت حرب إنشاء شركة لصناعات القطن كواحدة من شركات بنك مصر، وتم اختيار مدينة المحلة الكبرى بمحافظة الغربية كمقر للمصنع، أنشأ المصنع في المرحلة الأولى على مساحة قدرها 32 فدان ثم زيدت في فترات لاحقة إلى 600 فدان حاليًا، تشغل الأقسام الإنتاجية 335 فدان والباقي المنشآت الاجتماعية، بدأت شركة مصر للغزل والنسيج إنتاجها سنة 1930 وكان عدد مغازلها 12200 مغزل وصلت إلى 300000 مغزل تضمهم ستة مصانع للغزل، كانت الشركة تحتوي عند بدايتها 484 نول للنسيج فأصبح الآن 5000 نول تضمهم عشرة مصانع للنسيج تستهلك حوالي مليون قنطار من القطن تمثل 25% من إجمالي الاستهلاك الكلى للجمهورية، تحتوى الشركة حالياً ثمانية مصانع متخصصة، كما تضم برج الساعة أحد أهم معالم مدينة المحلة الكبرى، كم تضم الشركة أيضا ملعب المحلة الخاص بنادي غزل المحلة.

## وصلات خارجية
- الموقع الرسمي للشركة
- الصفحة الرسمية للشركة على موقع فيس بوك